# Heart Still Beating
Heart Still Beating es un álbum en vivo de la banda de rock inglesa Roxy Music, lanzado el 30 de octubre de 1990 por Virgin Records.

## Lista de canciones
1. "India" (Bryan Ferry) – 0:53
2. "Can't Let Go" (Ferry) – 5:20
3. "While My Heart Is Still Beating" (Ferry - Andy Mackay) – 3:52
4. "Out of the Blue" (Ferry - Phil Manzanera) – 4:26
5. "Dance Away" (Ferry) – 3:45
6. "Impossible Guitar" (Manzanera) – 3:41
7. "A Song for Europe" (Ferry - Mackay) – 6:27
8. "Love is the Drug" (Ferry - Mackay) – 3:52
9. "Like a Hurricane" (Neil Young) – 7:43
10. "My Only Love" (Ferry) – 7:16
11. "Both Ends Burning" (Ferry) – 5:32
12. "Avalon" (Ferry) – 4:23
13. "Editions of You" (Ferry) – 4:10
14. "Jealous Guy" (John Lennon) – 6:32

## Créditos
- Bryan Ferry - voz, teclado
- Andy Mackay - saxo, oboe
- Phil Manzanera - guitarra